# Принцип Фрагмена — Линделёфа
Для аналитических функций справедлив так называемый принцип максимума модуля, который предписывает четкое расположение максимума модуля для аналитической в некоторой ограниченной области функции исключительно на границе этой области. В общем случае для неограниченных областей такое предположение неверно. Однако при наложении на функцию некоторых дополнительных ограничений можно показать, что функция будет ограничена по модулю и в неограниченной области.

## Принцип Фрагмена — Линделёфа для неограниченного сектора
Пусть функция {\displaystyle f} аналитична в секторе {\displaystyle S=\{z:-{\frac {\pi }{4}}<\arg z<{\frac {\pi }{4}}\}} и непрерывна на его границе. Тогда, если на границе этого сектора справедливо неравенство {\displaystyle |f(z)|\leq 1} и существуют постоянные {\displaystyle c,C\in \mathbb {R} } такие, что во всем секторе выполняется неравенство {\displaystyle |f(z)|\leq Ce^{c|z|}}, тогда неравенство {\displaystyle |f(z)|\leq 1} справедливо во всем секторе.

## Принцип Фрагмена — Линделёфа для вертикальной полуполосы
Пусть {\displaystyle \Omega =\{z:\mathop {\mathrm {Im} } \,z>y_{0},x_{1}<\mathop {\mathrm {Re} } \,z<x_{2}\}} — бесконечная вертикальная полуполоса, далее, пускай существуют постоянные {\displaystyle M,A,B} такие, что на границе полосы выполнено неравенство {\displaystyle |f(z)|\leq M}, а в самой полосе выполняется неравенство {\displaystyle |f(z)|\leq B{(\mathop {\mathrm {Im} } \,f(z))}^{A}}. Тогда {\displaystyle |f(z)|\leq M} выполнено во всей полосе.